# Чернышёв, Николай Кузьмич
Николай Кузьмич Чернышёв (14 декабря 1856, Новгородская губерния — 3 сентября 1905, Санкт-Петербург) — русский морской офицер, участник обороны Порт-Артура.

## Биография
Сын коллежского асессора.
- 12 сентября 1873 — Зачислен в Морской корпус.
- 1 мая 1874 — Зачислен на действительную службу.
- 5 ноября 1875 — Унтер-офицер.

Приказом от 1.5.1877 произведён в гардемарины, выпущен в 6-й флотский экипаж.
- 20 мая 1877 — Приписан к 6-му флотскому экипажу.
- 30 августа 1878 — Мичман.
- 10 октября 1878 — Прикомандирован к Морскому училищу.
- 1880 — Окончил Николаевскую морскую академию.
- 2 июня 1882 — Приписан к 3-му флотскому экипажу.
- 1 января 1883 — Лейтенант.
- 18 октября 1884 — Командир 8-й роты клипера «Наездник».
- 5 апреля — 16 августа 1886 — Старший штурман крейсера «Адмирал Нахимов» с переводом в 6-й флотский экипаж.
- 30 апреля 1886 — 27 мая 1887 — Научная командировка во Францию и Англию.
- 22 мая 1887 — Прикомандирован к 8-му флотскому экипажу.
- 11 июня — 7 октября 1887 — ИО старшего делопроизводителя Морского Учёного Комитета.
- 2 ноября 1887 — Переведён в Главное гидрографическое управление.
- 7 ноября 1887 — Производитель работ отдельной съёмки Онежского озера.
- 1 марта 1888 — Начальник триангуляционной партии отдельной съёмки Онежского озера.
- 3 марта 1888 — 27 мая 1891 — Командир парового барказа «Лот».
- 14 февраля 1891 — Член экзаменационной комиссии (по теории навигации) Морского корпуса.
- 1 июня 1891 — Начальник гидрографической партии отдельной съёмки Балтийского моря и командир описной баржи № 10.
- 2 октября 1891 — Приписан к 9-му флотскому экипажу.
- 20 октября 1891 — Командирован в Москву для участия во французской технической выставке.
- 19 июня 1894 — Старший офицер броненосца береговой обороны «Стрелец»
- 1 октября 1894 — 18 августа 1899 — Старший офицер эскадренного броненосца «Петропавловск».
- 16 декабря 1894 — Капитан 2-го ранга.
- 7 апреля 1897 — Председатель экзаменационной комиссии в Санкт-Петербургских мореходных классах.
- 28 сентября 1899 — 2 мая 1900 — Слушатель курса военно-морских наук в Военно-морской академии.
- 6 декабря 1899 — Командир транспорта «Секстант».
- 1 января 1901 — 14 августа 1902 — Командир минного крейсера «Абрек».
- 1 июня 1902 — Приписан к 8-му флотскому экипажу.
- 6 апреля 1903 — Капитан 1-го ранга.
- 1 сентября 1903 — 17 марта 1904 — Командир эскадренного броненосца «Севастополь» в составе 1-й Тихоокеанской эскадры. Приписан к 15-му флотскому экипажу.
- 13 марта 1904 — Снят с должности вице-адмиралом С. О. Макаровым за низкий уровень подготовки и столкновение с эскадренным броненосцем «Пересвет».
- 28 марта 1904 — Списан в экипаж по причине болезни.
- 12 июля 1904 — Прикомандирован к 8-му флотскому экипажу.
- 2 августа 1904 — Командир эскадренного броненосца «Пётр Великий».

Скончался в Санкт-Петербурге, в своей квартире, от паралича сердца. Похоронен в Александро-Невской лавре.

## Отличия
- Орден Святой Анны III степени (1.1.1886)
- Орден Святого Станислава III степени (19.5.1896)
- Орден Святой Анны II степени (1.1.1901)
- Французский Орден Почётного легиона офицерского креста (23.4.1901)
- Греческий орден Спасителя кавалерского креста (22.6.1902)
- Орден Святого Владимира IV степени с бантом (22.9.1903) за 25 лет выслуги

## Семейное положение
- Супруга: Аполлинария Ивановна Мясникова (внучка двоюродной сестры А. С. Пушкина).
- Дети:
  - Константин (1.6.1888)
  - Ольга (30.11.1889)
  - Екатерина (11.2.1892)
  - Надежда (25.9.1895)
  - Наталья (4.1.1901)
  - Дмитрий (24.7.1903)